# Protohermes bellulus
Protohermes bellulus är en insektsart som beskrevs av Banks 1931. Protohermes bellulus ingår i släktet Protohermes och familjen Corydalidae. Inga underarter finns listade i Catalogue of Life.